# Licínio Rangel
Licínio Rangel (Campos dos Goytacazes, 5 gennaio 1936 – Campos dos Goytacazes, 16 dicembre 2002) è stato un vescovo cattolico brasiliano.

## Biografia
Licínio Rangel nacque a Campos dos Goytacazes il 5 gennaio 1936.
Il 28 luglio 1991 fu consacrato vescovo senza mandato pontificio presso la chiesa di São Fidelis a Rio de Janeiro da Bernard Tissier de Mallerais, assistito da Alfonso de Galarreta e Richard Williamson, tutti e tre vescovi della Fraternità sacerdotale San Pio X.
Nello stesso anno succedette al vescovo scomunicato Antônio de Castro Mayer come superiore dell'Unione sacerdotale San Giovanni Maria Vianney, un'associazione di preti tradizionalisti e anti conciliari della diocesi di Campos.
Il 15 agosto 2001 il vescovo Rangel e venticinque sacerdoti, chiesero la riconciliazione con la Santa Sede. Inviarono una lettera al papa Giovanni Paolo II in cui confermarono la piena sottomissione a Roma. Il 18 gennaio successivo, il pontefice creò l'amministrazione apostolica personale San Giovanni Maria Vianney e lo nominò amministratore apostolico per la cura pastorale dei fedeli che rimasero affezionati alla liturgia tridentina. Ottenne anche il titolo di vescovo titolare di Zarna.
A causa delle sue non buone condizioni di salute chiese un vescovo ausiliare. Il papa nominò quindi un coadiutore nella persona di Fernando Arêas Rifan che gli succedette alla sua morte avvenuta a Campos dos Goytacazes il 16 dicembre 2002.

## Genealogia episcopale
La genealogia episcopale è:
- Cardinale Scipione Rebiba
- Cardinale Giulio Antonio Santori
- Cardinale Girolamo Bernerio, O.P.
- Arcivescovo Galeazzo Sanvitale
- Cardinale Ludovico Ludovisi
- Cardinale Luigi Caetani
- Cardinale Ulderico Carpegna
- Cardinale Paluzzo Paluzzi Altieri degli Albertoni
- Papa Benedetto XIII
- Papa Benedetto XIV
- Papa Clemente XIII
- Cardinale Marcantonio Colonna
- Cardinale Giacinto Sigismondo Gerdil, B.
- Cardinale Giulio Maria della Somaglia
- Cardinale Carlo Odescalchi, S.I.
- Vescovo Eugène de Mazenod, O.M.I.
- Cardinale Joseph Hippolyte Guibert, O.M.I.
- Cardinale François-Marie-Benjamin Richard
- Vescovo Marie-Prosper-Adolphe de Bonfils
- Cardinale Louis-Ernest Dubois
- Arcivescovo Jean-Arthur Chollet
- Arcivescovo Héctor Raphaël Quilliet
- Vescovo Charles-Albert-Joseph Lecomte
- Cardinale Achille Liénart
- Arcivescovo Marcel Lefebvre, C.S.Sp.
- Vescovo Bernard Tissier de Mallerais (consacrato senza mandato papale)
- Vescovo Licínio Rangel